# Les Blagues de Toto (série télévisée d'animation, 2020)
Vous pouvez aider à l'améliorer ou bien discuter des problèmes sur sa page de discussion.
- Il ne cite pas suffisamment ses sources. Vous pouvez indiquer les passages à sourcer avec {{référence nécessaire}} ou {{Référence souhaitée}}, et inclure les références utiles en les liant aux notes de bas de page. (Marqué depuis avril 2024)
- Certaines informations devraient être mieux reliées aux sources mentionnées dans la bibliographie ou les liens externes. Améliorez sa vérifiabilité en les associant par des références. (Marqué depuis avril 2024)

- Archive Wikiwix
- Bing
- Cairn
- DuckDuckGo
- E. Universalis
- Gallica
- Google
- G. Books
- G. News
- G. Scholar
- Persée
- Qwant
- (zh) Baidu
- (ru) Yandex
- (wd) trouver des œuvres sur Wikidata

Pour les articles homonymes, voir Les Blagues de Toto (homonymie).
Les Blagues de Toto (2010)
Les Blagues de Toto est une série télévisée d'animation 3D française en 52 épisodes de 11 minutes, créée d'après la série de bande dessinée du même nom de Thierry Coppée, et diffusée en 2020 sur M6 dans l'émission M6 Kid et en Belgique sur La Trois.
Il s'agit d'une dérivée de la série animée de 2010.

## Synopsis
Toto est un petit garçon âgé de huit ans. Il n’est pas sage du tout et passe son temps à faire des bêtises, à l’école comme à la maison. Par exemple, il n’arrête pas d’embêter sa maîtresse Mademoiselle Jolibois, et il est toujours installé au fond de la classe! En fait, il prend l’école pour un terrain de jeux et aime y retrouver ses copains pour rigoler.
Les parents de Toto, Jérôme et Sylvie, sont divorcés ; Toto a donc deux maisons. Ainsi, il peut faire deux fois plus d’âneries. Heureusement, Toto aime juste s’amuser. Il n’est pas méchant, jamais violent.
Le dessin animé est dérivé de la bande dessinée de Thierry Coppée qui porte le même nom. Il ne prend pas le même scénario que la BD, mais garde le charme de ses personnages.

## Personnages
- Toto : le héros de la série, très mauvais élève mais bien-aimé par ses camarades de classe. Il a les cheveux blond vénitien, il porte un t-shirt blanc, un jeans bleu, des chaussettes blanches et des chaussures bleu clair.
- Olive Gilbarti : la copine de Toto. Elle a les cheveux noirs, elle porte une chemise rose, une jupe rouge, et des rangers bleu clair.
- Yassine Makhafi : le meilleur ami de Toto, apparemment mauvais élève. C'est un gentil garçon.
- Igor Jacostein : le premier de la classe, le fils de Madame Pêchoton, qu'il appelle "Maman".
- Mlle Jolibois : la maîtresse de l'école de Toto. Elle a des rouflaquettes, elle porte une chemise violet clair, une jupe bleu clair, des chaussettes blanches et des chaussures roses.
- Mme Pêchoton Jacostein : la directrice de l'école de Toto.
- Mme Blanquette : blanchisseuse de l'école de Toto
- L'infirmière : l'infirmière de l'école. Elle apparaît uniquement dans les épisodes La Visite médicale et Le Fantôme des toilettes dans lequel Mme Pêchoton a des boutons sur le visage et où elle veut lui faire une piqûre et la poursuit puisqu'elle ne veut pas.)
- Mlle Gossein : le professeur de sport.
- Bruno : le concierge de l'école.
- Carole : la meilleure amie de Olive.
- Jonas : l'ami de Toto souvent très vantard.
- Arnold : le jeune garçon gourmand.
- M. Willy : le voisin
- Le grand-père paternel de Toto : grand-père paternel de Toto est le père de Jérôme.
- La grand-mère paternelle de Toto : grand-mère paternelle de Toto est la mère de Jérôme.
- Le grand-père maternel de Toto : grand-père maternel de Toto est le père de Sylvie.
- La grand-mère maternelle de Toto : grand-mère maternelle de Toto est la mère de Sylvie.
- Claire : la belle-mère de Toto.
- Fabrice : le beau-père de Toto
- Jérôme : le père de Toto
- Sylvie : la mère de Toto
- Nini : la petite sœur de Toto

## Distribution française
- Nathalie Homs : Toto, Olive
- Kaycie Chase : Yassine
- Magali Rosenzweig : Igor, Mme Pêchoton, Sylvie, Mlle Gossein, Nini
- Donald Reignoux : Arnold
- Brigitte Lecordier : Sam